# 拉马亚
拉马亚（西班牙語：La Maya）是西班牙卡斯蒂利亚-莱昂萨拉曼卡省的一个市镇。 总面积7平方公里，总人口264人（2001年），人口密度38人/平方公里。